# 10966 van der Hucht
10966 van der Hucht è un asteroide della fascia principale. Scoperto nel 1971, presenta un'orbita caratterizzata da un semiasse maggiore pari a 3,1292842 UA e da un'eccentricità di 0,1077655, inclinata di 1,41066° rispetto all'eclittica.